# The Dark Saga
The Dark Saga – czwarty album zespołu Iced Earth. Został wydany w 1996 roku nakładem wytwórni Century Media Records. Album jest albumem koncepcyjnym, bazującym na komiksie Spawn autorstwa Todda McFarlane’a. Mówi on o mężczyźnie, który po śmierci, sprzedał swoją duszę diabłu w zamian za ponowne przyjście na ziemię do swojej ukochanej. Jednak nie wie nic, że od jego śmierci minęło pięć lat, a jego żona wyszła za mąż za jego własnego przyjaciela. Taka manipulacja miała na celu wprowadzić zamieszanie w umyśle Spawna i wywołać gniew oraz frustrację ze świadomości kompletnej utraty przeszłego życia.
Utwory na tym albumie są przeważnie krótkie, nie przekraczają czterech minut, oprócz czterech ostatnich, które trwają powyżej czterech minut. Jest to pierwszy album Iced Earth na którym gra perkusista Mark Prator, oraz ostatni, w którym brał udział basista Dave Abell. W limitowanej edycji znaleźć można wersję utworu „The Ripper” zespołu Judas Priest jako bonus. Utwór ten dostępny jest także na mini-albumie The Melancholy E.P.

## Lista utworów
1. „Dark Saga” (Schaffer) – 3:43
2. „I Died for You” (Schaffer) – 3:47
3. „Violate” (Schaffer) – 3:38
4. „The Hunter” (Schaffer) – 3:55
5. „The Last Laugh” (Schaffer, Shawver, Barlow) – 3:47
6. „Depths of Hell” (Schaffer, Shawver, Simmons) – 3:02
7. „Vengeance Is Mine” (Schaffer, Shawver, Barlow) – 4:22
8. „Scarred” (Schaffer, Shawver) – 5:54
9. „Slave to the Dark” (Schaffer) – 4:03
10. „A Question of Heaven” (Schaffer) – 7:44
11. „The Ripper” (Tipton) – 2:44 (tylko na Limitowanej edycji)